# Méliphage grisâtre
Ptilotula fusca
Espèce
Statut de conservation UICN

 LC  : Préoccupation mineure

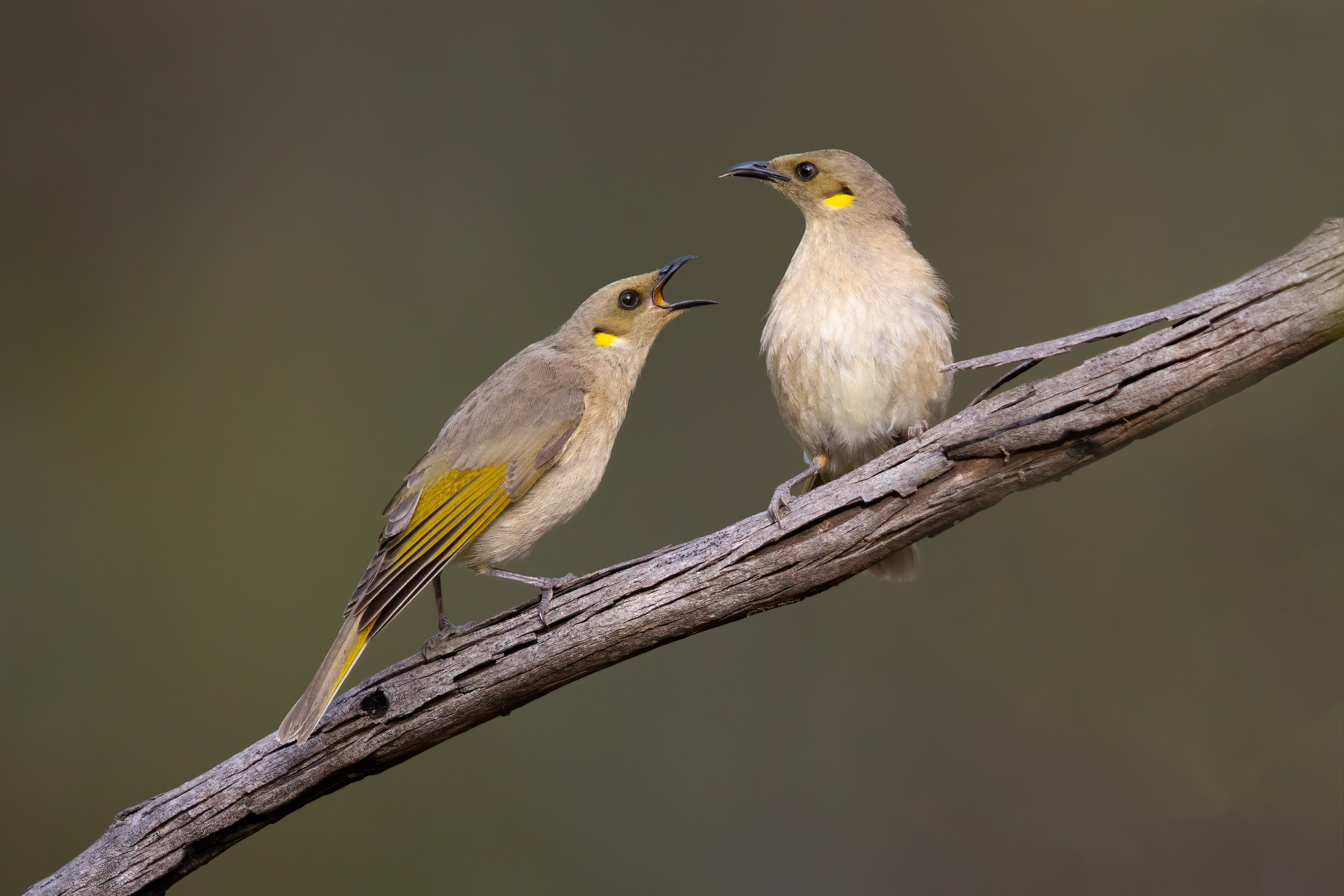
Méliphage grisâtre dans la Castlereagh Nature Reserve en Australie. Octobre 2021.

Le Méliphage grisâtre (Ptilotula fusca, anciennement Lichenostomus fuscus) est une espèce de passereaux de la famille des Meliphagidae.

## Répartition
Il est endémique de l'est de l'Australie.

## Habitat
Il habite les forêts sèches tropicales et subtropicales.

## Taxinomie
À la suite des travaux phylogéniques de Nyári et Joseph (2011), cette espèce est déplacée du genre Lichenostomus vers le genre Ptilotula par le Congrès ornithologique international dans sa classification de référence version 3.4 (2013).

### Sous-espèces
D'après le Congrès ornithologique international, cette espèce est constituée des deux sous-espèces suivantes :
- Ptilotula fusca fusca (Gould) 1837 ;
- Ptilotula fusca subgermana (Mathews) 1912.